# Jenő Károly
Jenő Károly (* 15. Jänner 1886 in Kaposvár, Österreich-Ungarn; † 28. Juli 1926 in Rivoli, Königreich Italien) war ein ungarischer Fußballspieler und -trainer. Er war der erste hauptamtliche Trainer in der Geschichte des italienischen Rekordmeisters Juventus Turin.

## Karriere
Károlys erste Station als Spieler war der MTK Budapest, der 1903 eben in die höchste ungarische Spielklasse aufgenommen wurde. In der Debütsaison wurde der dritte Platz erreicht und Károly holte sich den Titel des Torschützenkönigs. Bereits 1904 holten die Blau-Weißen unter Trainer Sándor Kertész ihren ersten Meistertitel, dem 1907/08 unter Hugó Szüsz noch ein weiterer folgen sollte. Auch den Titel als erfolgreichster Torschütze konnte Károly noch einmal gewinnen. 1910 wechselte er zum Budapesti AK, wo er bis Ende des Jahrzehnts als Mittelläufer tätig war. Károly war bekannt für seine langen Pässe, galt aber auch als „Schwalbenkönig“.
Seinen ersten Einsatz in der Nationalmannschaft hatte Károly bereits im April 1903 unter Trainer Ferenc Gillemot beim 2:1-Sieg gegen Böhmen. In den nächsten zehn Jahren gehörte er zum Stamm der ungarischen Auswahl und trat auch immer wieder als Torschütze in Erscheinung. 1912 war er auch Teil des ungarischen Aufgebots bei den Olympischen Spielen, kam aber nur beim 0:7 im Viertelfinale gegen England zum Einsatz. Danach erfolgten seine Einsätze im Nationalteam nur mehr sporadisch, sein letztes Spiel machte er 1918 beim 3:0 gegen Österreich. Insgesamt bestritt er 25 Spiele und erzielte dabei zehn Tore.
Nach Meldungen zeitgenössischer österreichischer Zeitungen soll Károly 1919 während der Zeit der Räterepublik stellvertretender Kommandant eines Arbeiterbataillons gewesen sein. Dies könnte nach dem Sturz der Räteregierung somit auch ein Grund gewesen sein, weshalb er Ungarn verließ.
Károly übernahm zunächst 1920 das Training beim italienischen Verein Savona Calcio, der damals in der – allerdings regional sehr zersplitterten – höchsten Spielklasse antrat. 1923 übernahm Edoardo Agnelli das Präsidentenamt bei Juventus Turin und sorgte neben einigen Spielereinkäufen auch dafür, dass bei den Turinern erstmals ein Trainer verpflichtet wurde. Die Wahl fiel auf Jenő Károly, der das Team um Federico Munerati, Virginio Rosetta und Gianpiero Combi zunächst nur auf einen enttäuschenden sechsten Gruppenplatz in der Nordliga 1923/24 führte. In der Folgesaison wurde die Mannschaft um den Ungarn József Viola verstärkt, diesmal reichte es für den dritten Gruppenplatz, doch wieder nicht für die Teilnahme an den Finalspielen. 1925 wurden mit dem Ungarn Ferenc Hirzer sowie mit Luigi Allemandi und Antonio Vojak weitere Verstärkungen geholt. Juventus errang 1925/26 überlegen den Gruppensieg und qualifizierte sich damit für das Finale der Nordliga gegen den FC Bologna. Im Auswärtsspiel am 11. Juli 1926 holte Juventus dank zweier Hirzer-Tore ein 2:2-Unentschieden, das Heimspiel am 25. Juli endete 0:0. Das notwendig gewordene Entscheidungsspiel, das für den 1. August in Mailand angesetzt wurde, erlebte Károly nicht mehr. Er starb am 28. Juli 1926 in seinem Haus in Rivoli nahe Turin an den Folgen eines Herzanfalls. József Viola übernahm die Mannschaft und führte sie mit einem 2:1-Sieg im Entscheidungsspiel in die Finalspiele gegen Alba Roma, wo sich Juventus mit einem 7:1 zu Hause und 5:0 auswärts die nach 1905 zweite Meisterschaft der Vereinsgeschichte sicherte.
Jenő Károly wurde 40 Jahre alt. Er liegt auf dem Cimitero monumentale di Torino begraben.

## Familie
József Károlyi, ein jüngerer Bruder, spielte bis 1921 bei MTK und kam danach über den MTV 1879 München und den TSV 1860 München 1924 zur Eintracht Frankfurt, wo er bis 1926 blieb.
Maria Karoline Károly (1887–1951), eine jüngere Schwester Károlyis, war die Mutter der Schauspielerin, Sängerin und Tänzerin Marika Rökk.

## Erfolge
- 2 × Ungarischer Meister: 1904, 1907/08
- 1 × Italienischer Meister: 1925/26 (als Trainer)
- 2 × Ungarischer Torschützenkönig: 1903, 1905
- 25 Spiele und 10 Tore für die ungarische Fußballnationalmannschaft